# Zaiselham
Zaiselham (mundartl.: Zoaslham) ist ein Ortsteil der Gemeinde Tyrlaching im oberbayerischen Landkreis Altötting. 

## Lage
Der Weiler Zaiselham liegt etwa zwei Kilometer östlich von Tyrlaching.

## Geschichte
Der Name des Ortes bezeichnet die Heimstatt eines Mannes mit dem Namen Ze(i)z(z)o.